# Arvydas Sabonis
Arvydas Romas Sabonis, , traslitterato dal russo Arvidas-Romas Andreevič Sabonis (in russo А́рвидас-Ро́мас Андре́евич Сабо́нис?; Kaunas, 19 dicembre 1964), è un ex cestista e dirigente sportivo lituano, fino al 1991 sovietico, campione olimpico nel 1988 con l'URSS e medaglia di bronzo nel 1992 e 1996 con la Lituania.
Giocatore dalla stazza imponente (oltre 2,20 m per 130 kg), unita ad un'eccellente visione di gioco e ad un tiro da fuori particolarmente preciso, Sabonis è da molti considerato il miglior centro europeo di ogni epoca. Durante la sua permanenza in NBA fu soprannominato "il principe del Baltico". Ha unito in maniera straordinaria le doti ed i movimenti di un centro dominante e la capacità di trattamento della palla (passaggio e tiro) di una guardia. "È un Larry Bird da 2 metri e 20" ebbe a dire una volta di lui la leggenda del basket americano Bill Walton. Il 12 agosto 2011 è stato inserito nella Hall of fame del basket americano. È padre dei cestisti Domantas Sabonis, anch’egli militante in NBA nei Sacramento Kings, e Tautvydas Sabonis, che ha smesso di giocare nel 2019.

## Carriera

### In Unione Sovietica

Sabonis (a sinistra) allo Žalgiris Kaunas nel 1987, in una gara di Coppa dei Campioni contro l'Olimpia Milano di Dino Meneghin

Arvydas Sabonis ha iniziato a giocare a pallacanestro a 13 anni e due anni dopo faceva già parte della squadra juniores nazionale dell'Unione Sovietica. Nel 1984 viene ingaggiato dallo Žalgiris di Kaunas, vincitore per tre anni consecutivi del campionato sovietico. Nel giugno del 1985 il lituano viene scelto dagli Atlanta Hawks al quarto giro (scelta numero 77), ma non avendo ancora raggiunto il 21º anno d'età la scelta viene dichiarata non valida. Il 1986 è segnato invece da un terribile infortunio che sembra pregiudicargli il prosieguo della carriera: rottura del tendine di Achille.
L'attesa per il suo approdo negli Stati Uniti d'America è però breve e solo un mese dopo il suo infortunio la NBA torna alla carica: questa volta sono i Portland Trail Blazers a sceglierlo già al primo giro. L'Unione Sovietica non permette però che il suo campione vada a giocare negli Stati Uniti e tutto viene congelato. Nel frattempo torna a giocare e a trascinare la sua squadra di club e la nazionale. La mutata situazione politica gli consente di lasciare l'Unione Sovietica nel 1989, ma nella sorpresa generale decide di non andare subito a Portland e opta per la Spagna.

### In Spagna e in NBA
Gioca per tre anni nel Forum Valladolid e poi per altre tre stagioni nel Real Madrid. Nel 1995 giunge finalmente nella NBA, a Portland, dove totalizza subito buone medie: 14,5 punti, 8,1 rimbalzi, 1,8 assist e 1,075 stoppate per una media di poco meno di 24 minuti a partita. E questo nonostante un infortunio che lo tiene fermo a lungo. Le stagioni successive seguono la strada segnata dal primo anno Nba: nonostante numerosi e continui infortuni, Sabonis garantisce un crescente apporto di punti, rimbalzi e stoppate. Portland non riesce però a conquistare mai il tanto agognato anello collezionando come migliori risultati in quel periodo il raggiungimento della finale di conference nel 1999 e nel 2000 rispettivamente contro i San Antonio Spurs (4-0) e i Los Angeles Lakers (4-3).
Nel 2002 è tornato a giocare nella sua Lituania, ancora con la maglia dello Zalgiris Kaunas, per poi tornare per un'altra stagione a Portland.

### Ultimi anni a Kaunas
Andatosene dall'NBA, Sabonis trascorre gli ultimi due anni della sua carriera con lo Žalgiris Kaunas. Nell'Eurolega 2003-2004 Sabonis viene nominato miglior giocatore del torneo.
Il 27 settembre 2011 viene colpito da infarto durante una partitella con amici, e viene ricoverato in ospedale, fortunatamente non in pericolo di vita.

## Statistiche
| * | Primo nella lega |

### NBA

#### Regular Season
| Anno      | Squadra             | PG  | PT  | MP   | TC%  | 3P%  | TL%  | RP   | AP  | PRP | SP  | PP   |
| --------- | ------------------- | --- | --- | ---- | ---- | ---- | ---- | ---- | --- | --- | --- | ---- |
| 1995-1996 | Portland T. Blazers | 73  | 21  | 23,8 | 54,5 | 37,5 | 75,7 | 8,1  | 1,8 | 0,9 | 1,1 | 14,5 |
| 1996-1997 | Portland T. Blazers | 69  | 68  | 25,5 | 49,8 | 37,1 | 77,7 | 7,9  | 2,1 | 0,9 | 1,2 | 13,4 |
| 1997-1998 | Portland T. Blazers | 73  | 73  | 32,0 | 49,3 | 26,1 | 79,8 | 10,0 | 3,0 | 0,9 | 1,1 | 16,0 |
| 1998-1999 | Portland T. Blazers | 50* | 48  | 27,0 | 48,5 | 29,2 | 77,1 | 7,9  | 2,4 | 0,7 | 1,3 | 12,1 |
| 1999-2000 | Portland T. Blazers | 66  | 61  | 25,6 | 50,5 | 36,8 | 84,3 | 7,8  | 1,8 | 0,7 | 1,2 | 11,8 |
| 2000-2001 | Portland T. Blazers | 61  | 42  | 21,3 | 47,9 | 6,7  | 77,6 | 5,4  | 1,5 | 0,7 | 1,0 | 10,1 |
| 2002-2003 | Portland T. Blazers | 78  | 1   | 15,5 | 47,6 | 50,0 | 78,7 | 4,3  | 1,8 | 0,8 | 0,6 | 6,1  |
| Carriera  | Carriera            | 470 | 314 | 24,2 | 50,0 | 32,8 | 78,6 | 7,3  | 2,1 | 0,8 | 1,1 | 12,0 |

#### Massimi in carriera
Regular Season
- Massimo di punti: 33 vs Dallas Mavericks (4 gennaio 1997)
- Massimo di rimbalzi: 20 (3 volte)
- Massimo di assist: 9 vs Dallas Mavericks (15 febbraio 1999)
- Massimo di palle rubate: 5 (2 volte)
- Massimo di stoppate: 6 (2 volte)

#### Playoffs
| Anno     | Squadra             | PG | PT | MP   | TC%   | 3P%  | TL%  | RP   | AP  | PRP | SP  | PP   |
| -------- | ------------------- | -- | -- | ---- | ----- | ---- | ---- | ---- | --- | --- | --- | ---- |
| 1996     | Portland T. Blazers | 5  | 5  | 35,4 | 43,2  | 55,6 | 71,7 | 10,2 | 1,8 | 0,8 | 0,6 | 23,6 |
| 1997     | Portland T. Blazers | 4  | 4  | 27,0 | 42,9  | 25,0 | 87,5 | 6,5  | 2,3 | 0,8 | 0,8 | 11,3 |
| 1998     | Portland T. Blazers | 4  | 4  | 26,8 | 45,0  | 50,0 | 85,7 | 7,8  | 1,5 | 1,8 | 0,8 | 12,3 |
| 1999     | Portland T. Blazers | 13 | 13 | 30,2 | 39,8  | 20,0 | 90,7 | 8,8  | 2,2 | 1,2 | 1,2 | 10,0 |
| 2000     | Portland T. Blazers | 16 | 16 | 30,8 | 45,3  | 28,6 | 79,6 | 6,7  | 1,9 | 0,9 | 0,8 | 11,3 |
| 2001     | Portland T. Blazers | 3  | 3  | 34,7 | 48,3  | 0,0  | 75,0 | 8,3  | 2,7 | 0,3 | 2,3 | 11,3 |
| 2003     | Portland T. Blazers | 6  | 1  | 14,3 | 66,7* | -    | 80,0 | 4,0  | 0,8 | 0,7 | 0,7 | 10,0 |
| Carriera | Carriera            | 51 | 46 | 28,8 | 45,2  | 31,9 | 80,2 | 7,4  | 1,9 | 0,9 | 0,9 | 12,1 |

#### Massimi in carriera
Playoffs
- Massimo di punti: 27 vs Utah Jazz (29 aprile 1996)
- Massimo di rimbalzi: 15 vs Utah Jazz (23 maggio 1999)
- Massimo di assist: 8 vs Phoenix Suns (8 maggio 1999)
- Massimo di palle rubate: 3 (2 volte)
- Massimo di stoppate: 4 (2 volte)

### Eurolega
| Anno      | Squadra         | PG | PT | MP   | TC%  | 3P%  | TL%  | RP   | AP  | PRP | SP  | PP   |
| --------- | --------------- | -- | -- | ---- | ---- | ---- | ---- | ---- | --- | --- | --- | ---- |
| 2003-2004 | Žalgiris Kaunas | 18 | 14 | 28,3 | 56,0 | 36,6 | 69,6 | 10,7 | 2,4 | 1,0 | 1,6 | 16,7 |
| Carriera  | Carriera        | 18 | 14 | 28,3 | 56,0 | 36,6 | 69,6 | 10,7 | 2,4 | 1,0 | 1,6 | 16,7 |

## Palmarès

### Club
- Campionato sovietico: 3

Žalgiris Kaunas: 1984-85, 1985-86, 1986-87
- Campionato spagnolo: 2

Real Madrid: 1992-93, 1993-94
- Campionato lituano: 2

Žalgiris Kaunas: 2003-04, 2004-05
- Copa del Rey: 1

Real Madrid: 1993
- Coppa dei Campioni: 1

Real Madrid: 1994-1995
- Coppa Intercontinentale: 1

Žalgiris Kaunas: 1986
- Lega Baltica: 1

Žalgiris Kaunas: 2004-05

### Individuale
- Liga ACB MVP: 2

Real Madrid: 1993-1994, 1994-95
- Euroleague Final Four MVP: 1

Real Madrid: 1994-95
- Euroleague MVP: 1

Žalgiris Kaunas: 2003-04
- Euroleague Top 16 MVP: 1

Žalgiris Kaunas: 2003-04
- FIBA World Cup All-Tournament Teams: 1

1986
- All-Euroleague First Team: 1

Žalgiris Kaunas: 2003-04
Il 12 agosto 2011 è stato inserito nella Hall of fame del basket americano.